# IC 1236
IC 1236 ist eine isolierte Balken-Spiralgalaxie vom Hubble-Typ SBc im Sternbild Herkules am Nordsternhimmel. Sie ist schätzungsweise 275 Millionen Lichtjahre von der Milchstraße entfernt und hat einen Durchmesser von etwa 45.000 Lichtjahren. Vom Sonnensystem aus entfernt sich die Galaxie mit einer errechneten Radialgeschwindigkeit von näherungsweise 6.000 Kilometern pro Sekunde.
Die Typ-Ic Supernova SN 2008ew wurde hier beobachtet.
Im selben Himmelsareal befinden sich unter anderem die Galaxien PGC 1608789, PGC 1610909, PGC 1620165, PGC 1622861.
Das Objekt wurde am 1. August 1866 von Truman Henry Safford entdeckt.